# Lecane aculeata
Lecane aculeata is een raderdiertjessoort uit de familie Lecanidae. De wetenschappelijke naam van deze soort is voor het eerst geldig gepubliceerd in 1912 door Jakubski.